# Rally Dakar 2005

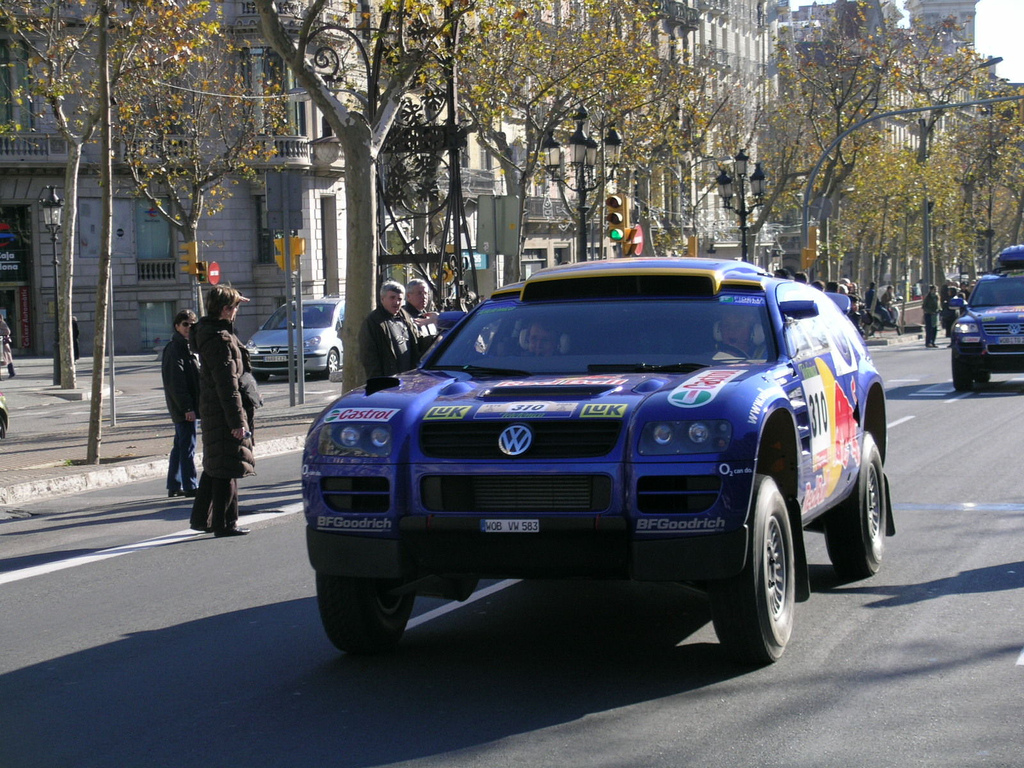
La Volkswagen Touareg di Jutta Kleinschmidt alla partenza da Barcellona

Il Rally Dakar 2005 è stata la 27ª edizione del Rally Dakar (partenza da Barcellona, arrivo a Dakar).

## Tappe
Nelle 17 giornate del rally raid furono disputate 16 tappe ed una serie di trasferimenti (9.039 km), con 15 prove speciali per un totale di 5.433 km.
In questa edizione perse la vita Fabrizio Meoni, morto per arresto cardiaco, causato da una caduta che gli causò la rottura di due vertebre cervicali, al km 184 della tappa tra Atar e Kiffa (Mauritania).

## Classifiche

### Moto
Hanno finito la gara 104 delle 230 moto iscritte.
| Pos. | Pilota              | Mezzo  | Tempo       | Distacco    |
| ---- | ------------------- | ------ | ----------- | ----------- |
| 1    | Cyril Despres       | KTM    | 47h 27' 31" |             |
| 2    | Marc Coma           | KTM    |             | + 9' 17"    |
| 3    | Alfie Cox           | KTM    |             | + 11' 29"   |
| 4    | Isidre Esteve Pujol | KTM    |             | + 11' 51"   |
| 5    | David Frétigné      | Yamaha |             | + 33' 36"   |
| 6    | Andy Caldecott      | KTM    |             | + 48' 11"   |
| 7    | Jean de Azevedo     | KTM    |             | +1h 27' 41" |
| 8    | Giovanni Sala       | KTM    |             | +1h 33' 53" |
| 9    | Chris Blais         | KTM    |             | +1h 53' 10" |
| 10   | Jean Brucy          | KTM    |             | +3h 11' 39" |

### Auto
Hanno finito la gara 75 delle 165 auto iscritte.
| Pos. | Pilota               | Navigatore          | Mezzo                   | Tempo       | Distacco      |
| ---- | -------------------- | ------------------- | ----------------------- | ----------- | ------------- |
| 1    | Stéphane Peterhansel | Jean-Paul Cottret   | Mitsubishi              | 52h 31' 39" |               |
| 2    | Luc Alphand          | Gilles Picard       | Mitsubishi              |             | + 27' 14"     |
| 3    | Jutta Kleinschmidt   | Fabrizia Pons       | Volkswagen Race Touareg |             | + 3h 22' 00"  |
| 4    | Giniel de Villiers   | Jean-Marie Lurquin  | Nissan                  |             | + 4h 02' 36"  |
| 5    | Bruno Saby           | Michel Périn        | Volkswagen Race Touareg |             | + 8h 44' 14"  |
| 6    | Nani Roma            | Henri Magne         | Mitsubishi              |             | + 9h 19' 37"  |
| 7    | Carlos Sousa         | Thierry Delli Zotti | Nissan                  |             | + 10h 02' 29" |
| 8    | Thierry Magnaldi     | Jean-Paul Forthomme | Honda                   |             | + 11h 03' 44" |
| 9    | José-Luis Monterde   | Rafael Tornabell    | BMW                     |             | + 13h 27' 31" |
| 10   | Ramón Dalmau         | Enric Oller         | Tot Curses JLA2         |             | + 19h 16' 53" |

### Camion
Hanno terminato la corsa 36 dei 69 camion iscritti. Due coppie padre/figlio nelle top ten: i giapponesi Sugawara e gli olandesi De Rooy e l'ex campione del mondo rally il finlandese Markku Alén.
| Pos. | Equipaggio                              | Mezzo    |
| ---- | --------------------------------------- | -------- |
| 1    | Firdaus Kabirov / Belyaev / Mokeev      | Kamaz    |
| 2    | Yoshimasa Sugawara / Hamura             | Hino     |
| 3    | Giacomo Vismara / Bellina / Cambiaghi   | Mercedes |
| 4    | Jan de Rooy / Colebunders / Smulders    | DAF      |
| 5    | Gérard de Rooy / Colsoul / Slaats       | DAF      |
| 6    | Teruhito Sugawara / Suzuki              | Hino     |
| 7    | Markku Alén / Toni / Micozzi            | Iveco    |
| 8    | Karl Sadlauer / Maier / Mayer           | MAN      |
| 9    | Peter Reif / Pichlbauer / Huber         | MAN      |
| 10   | Jan Govaere / Gherardyn / Despiegelaere | GINAF    |